# Psalmopoeus
Psalmopoeus (übersetzt „Psalm-Dichter“, im Deutschen werden einzelne Arten manchmal „Ornamentvogelspinnen“ genannt) ist eine Gattung der Vogelspinnen (Theraphosidae). Sie wurde im Jahr 1895 durch Pocock anhand der Art Psalmopoeus cambridgei aufgestellt. Den Trivialnamen „Psalm-Dichter“ haben sie von ihrem lyraförmigen Stridulationsorgan, mit dem sie „Musik“ machen können. Bisher wurden zehn Psalmopoeus-Arten beschrieben (Stand: April 2016).

## Verbreitung
Die Verbreitung der Gattung reicht von Mexiko (Provinzen Campeche und Chiapas), über Belize und die Westindischen Inseln bis in den Norden Südamerikas (Venezuela, Kolumbien und Ecuador).

## Lebensweise
Vertreter der Gattung Psalmopoeus werden bedingt durch ihren Körperbau in der Regel den sogenannten Baumvogelspinnen zugeordnet. Sie sind jedoch recht opportunistisch, was die Wahl ihres Versteckes angeht, und werden teilweise auch in der Nähe des Bodens, z. B. zwischen dem Wurzelwerk umgestürzter Bäume oder in Straßenböschungen gefunden. Häufig tarnen sie ihre Gespinströhre mit Substrat- oder Pflanzenteilen.
Bei gutem Futterangebot bauen die Weibchen einiger Arten (z. B. Psalmopoeus cambridgei. Psalmopoeus irminia, Psalmopoeus pulcher) häufig einen zweiten, teilweise auch einen dritten Kokon innerhalb eines Häutungszyklus. Aus den zweiten und dritten Kokons schlüpfen aber meist deutlich weniger Jungtiere.

## Taxonomie
Die Einordnung ist umstritten. Robert J. Raven hat die Gattung Psalmopoeus bereits 1985 in die Unterfamilie Selenocosmiinae gestellt. Der deutsche Biologe und Vogelspinnensystematiker Günter E. W. Schmidt stellte sie 2008 gemeinsam mit Tapinauchenius in eine neue Unterfamilie Sinurticantinae, die 2010 aus nomenklatorischen Gründen in Psalmopoeinae umbenannt wurde.

## Arten
Der World Spider Catalog listet für die Gattung Psalmopoeus aktuell zehn Arten. (Stand: April 2016)
- Psalmopoeus cambridgei Pocock, 1895 – Trinidad
- Psalmopoeus ecclesiasticus Pocock, 1903 – Ecuador
- Psalmopoeus emeraldus Pocock, 1903 – Kolumbien
- Psalmopoeus intermedius Chamberlin, 1940 – Panama
- Psalmopoeus irminia Saager, 1994 – Venezuela
- Psalmopoeus langenbucheri Schmidt, Bullmer & Thierer-Lutz, 2006 – Venezuela
- Psalmopoeus plantaris Pocock, 1903 – Kolumbien
- Psalmopoeus pulcher Petrunkevitch, 1925 – Panama
- Psalmopoeus reduncus (Karsch, 1880) – Mittelamerika (Belize bis Panama)
- Psalmopoeus victori Mendoza, 2014 – Mexiko